# Ciona intestinalis
Ciona intestinalis es una especie de urocordado de la clase Ascidiacea, parientes lejanos de los vertebrados. Es un animal marino filtrador del que se ha secuenciado su genoma, convirtiéndose desde hace una década en un modelo de referencia para el estudio de la biología del desarrollo. Se han descrito cuatro subespecies.
En la bahía San Jorge, Antofagasta (Chile) se ha observado una rápida proliferación de C. intestinalis, considerada un ejemplo del impacto de las actividades acuícolas en la introducción de especies no indígenas a ecosistemas marinos.[cita requerida]